# Yaser Salem Ali
Yaser Salem Salah Ali (5 dicembre 1977) è un ex calciatore emiratino, di ruolo attaccante.

## Palmarès

### Club

#### Competizioni nazionali
- Campionato emiratino: 3

Al-Wahda: 1998-1999, 2000-2001, 2004-2005
- Coppa del Presidente degli Emirati Arabi Uniti: 1

Al-Wahda: 1999-2000
- Supercoppa del Golfo Arabico: 1

Al-Wahda: 2001
- UAE FA Cup: 1

Al-Wahda: 2000-2001